# Глэм-рок

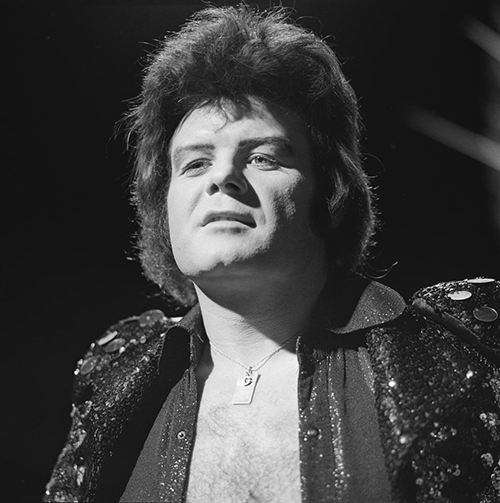
Гари Глиттер, TopPop, 1973 год

Глэм-рок (англ. glam rock, от glamorous — «эффектный»), также глиттер-рок (англ. glitter rock — от слова «глиттер») — жанр рок-музыки, возникший в Великобритании в самом начале 1970-х гг. и ставший одним из доминирующих жанров первой половины того десятилетия. Для исполнителей глэм-рока были характерны яркий образ, выраженный через театральную эффектность экзотических костюмов, обильное использование макияжа и блесток, андрогинный облик, игры с нетрадиционными гендерными ролями. Исполнители вдохновлялись самыми разными вещами в музыке и поп-культуре, начиная от бабблгам-попа и рок-н-ролла 1950-х годов до кабаре, научной фантастики, психоделического рока и сложного арт-рока. В музыкальном отношении глэм-рок был неоднороден, совмещая рок-н-ролл, хард-рок, арт-рок и эстраду. Глиттер-рок является более экстремальной версией глэм-рока, появившейся благодаря Гари Глиттеру.
Британские чарты были наполнены глэм-рок музыкой с 1971 по 1975 год. Появление в марте 1971 года фронтмена T. Rex Марка Болана на музыкальном шоу BBC Top of the Pops часто упоминается как начало глэм-движения. Другие британские глэм-рок исполнители — Дэвид Боуи, Mott the Hoople, Sweet, Slade, Mud, Roxy Music. Исполнители, которые не занимают главное место в этом жанре — Элтон Джон, Род Стюарт и Фредди Меркьюри. В США глэм-рок был гораздо менее распространен, а Элис Купер и Лу Рид были американскими исполнителями, наиболее сильно проявившими себя в глэм-роке. New York Dolls, Игги Поп и Jobriath — американские музыканты, которые тоже делали музыку в стиле глэм-рока. В СССР самыми известными группами, исполняющими глэм-рок, были «Бастион» (Одесса), «Парк Горького» (Москва) и «Дихлофос» (Рига). Глэм-рок пришел в упадок после середины 1970-х годов, но повлиял на другие музыкальные жанры, такие как панк-рок, глэм-метал, новая романтика, дэт-рок и готик-рок.

## Характеристика и особенности

### Концепция
Глэм-рок можно рассматривать как модный, так и музыкальный поджанр. Глэм-музыканты отвергали революционное настроение рок-сцены конца 1960-х годов, вместо этого прославляя декаданс, поверхностность и простые структуры более ранней поп-музыки. Во многом яркость, необычность, праздничность глэма компенсировала рок-слушателю 70-х будничность, «серость» его собственного повседневного существования. Под всеми вычурными образами прочитывался иронический подтекст, дух бесшабашного и изысканного жизнепрожигания. Глэм — это попытка объединить визуальный образ со звуком, своеобразный синтез различных видов искусства. Это не только музыка, но и перформанс, который не прекращается ни на секунду, пока музыкант находится на виду у публики.
«изысканное жизнепрожигание»
«оскорбительное, коммерческое и культурное бессилие»

### Визуальная составляющая
Визуально глэм-рок представлял собой смесь различных стилей, начиная от голливудского гламура 1930-х годов, через пин-ап 1950-х годов, театральность кабаре, викторианские литературные и символистские стили, научную фантастику, древнюю и оккультную мистику и мифологию; проявляющуюся в возмутительной (часто женской и блестящей) одежде, подчеркнуто манерном поведении, макияже, прическах, ботинках на платформе и туфлях на каблуках; всё, чтобы эпатировать свою публику, хотя представители глэм-рока не забывали о своей причастности к сильному полу. Из глубокого декольте чаще всего была видна грудь с пышной растительностью. Сочетание мужского и женского в глэм-рокерах привлекало огромное количество внимания со стороны женского пола. Глэм наиболее известен своей сексуальной и гендерной неоднозначностью; представлениями об андрогинности, помимо широкого использования театральности. Выступления глэм-рок артистов были яркими, сюжетными, включали в себя множество спецэффектов, привлекая своей неординарностью и неоднозначностью общественность и СМИ; многие глэм-рок шоу больше походили по стилю на шок-рок.

### Музыкальная составляющая
В глэм-роке прослеживаются определённые музыкально-стилистические принципы: четкая четырёхдольная рок-н-ролльная ритмика, относительная простота гармоний, драйв рок-гитары, запоминающаяся вокальная мелодика, причем сам голос (как правило, высокий) в глэме как раз и является подлинным «выразителем чувств». Вокал может быть самым разным: вибрирующе-дребезжащим, как у Марка Болана, грубовато-крикливым, как у Slade или подчеркнуто виртуозным, как у Sparks. Типичны многократные дублировки, придающие звучанию вокала легкую «расстроенность». Музыка в целом может напоминать хард-рок или же быть более арт-роковой, но при этом всегда имеет яркую, специфически глэмовую окраску, связанную с подчеркиванием средних частот.

#### Ключевые артисты и альбомы
T. Rex «Electric Warrior» (1971)
Дэвид Боуи «The Rise and Fall of Ziggy Stardust and the Spiders From Mars» (1972)
Slade «Slayed?» (1972)
Roxy Music «Country Life» (1974)
Sweet «Desolation Boulevard» (1974)

## История

### Предпосылки к созданию и зарождение стиля
Глэм-рок исполнители при создании музыки опирались на бабблгам-поп, дерзкие гитарные риффы хард-рока и рок-н-ролл 1950-х годов, используя инновации звукозаписи конца 1960-х годов. Глэм-рок был прообразом английского композитора Ноэля Кауарда, особенно его песни 1931 года «Mad Dogs and Englishmen».

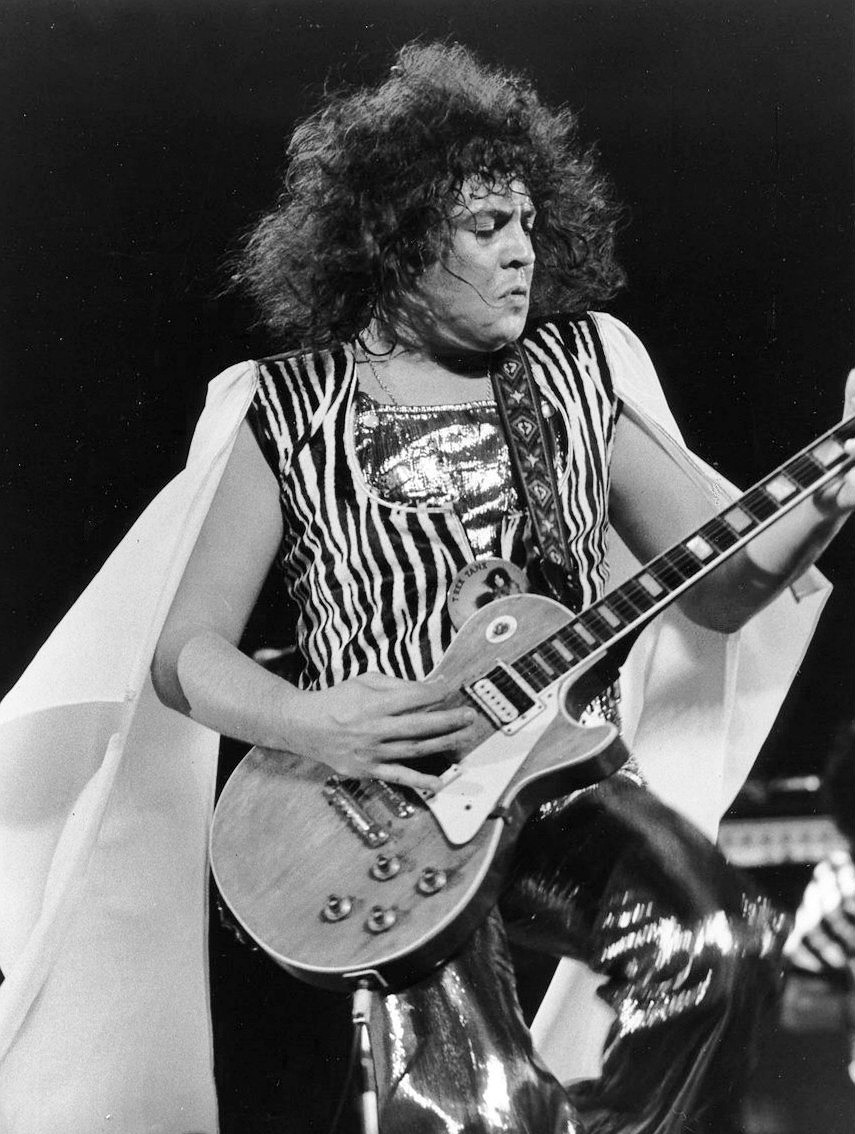
Марк Болан из группы T. Rex во время выступления в 1973

Глэм-рок возник из английской психоделической и арт-рок сцены конца 1960-х годов и может рассматриваться как продолжение и протест против этих тенденций. Происхождение глэма связано с Марком Боланом, который переименовал свою группу в T. Rex; концу 1960-х годов они стали играть на музыкальных электроинструментах. Болан был, по словам музыкального критика Кена Барнса, «человеком, который все это начал». Часто упоминается в качестве момента создания глэм-рока появление Болана на музыкальном шоу BBC Top of the Pops в марте 1971 года в блестках и сатине, чтобы исполнить то, что станет его вторым британским хитом Top 10 — «Hot Love». The Independent утверждает, что появление Болана на передаче «позволило старому поколению начать играть с идеей андрогинности». В 1971 года Electric Warrior получил признание критиков как новаторский глэм-рок альбом. В 1973 году, через несколько месяцев после выхода альбома Tanx, Болан был на главной обложке журнала Melody Maker с подписью «Глэм-рок мертв!».

### Пик популярности

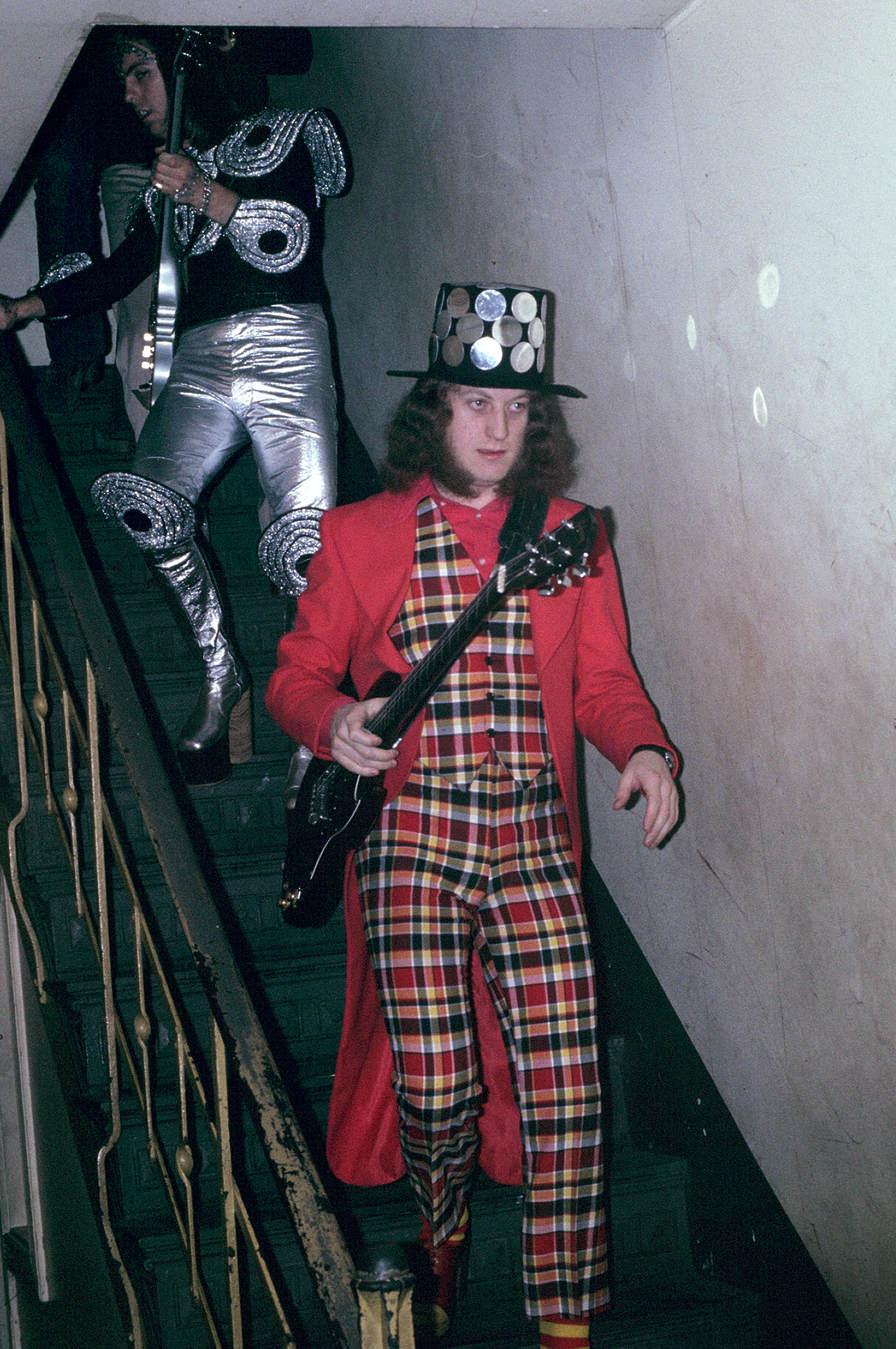
Нодди Холдер (справа) и Дейв Хилл (слева) из Slade, почти на пике своей славы, 1973

С конца 1971 года Дэвид Боуи развил образ глэм-рок звезды Зигги Стардаста, включив в него элементы профессионального грима, мимики и перформанса. Боуи в интервью 1972 года, в котором он отметил, что другие исполнители, причисленные к глэм-року, делали совсем другую работу, сказал: «Я думаю, что глэм-рок — прекрасный способ описать меня, а ещё лучше быть одним из лидеров этого» (англ. I think glam rock is a lovely way to categorize me and it's even nicer to be one of the leaders of it). Вскоре за Боланом и Боуи появились в этом стиле такие исполнители, как Roxy Music, Sweet, Slade, Mott the Hoople, Mud и Элвин Стардаст. Популярность глэм-рока в Великобритании была такая, что три глэм-рок группы выпустили главные рождественские хиты на то время: «Merry Xmas Everybody» Slade, «I Wish It Could Be Christmas Everyday» Wizzard и «Lonely This Christmas» Mud, все из которых оказались чрезвычайно популярными. Глэм был не только весьма успешным направлением в популярной музыке Великобритании, он стал доминирующим в других аспектах британской поп-культуры в 1970-е годы.

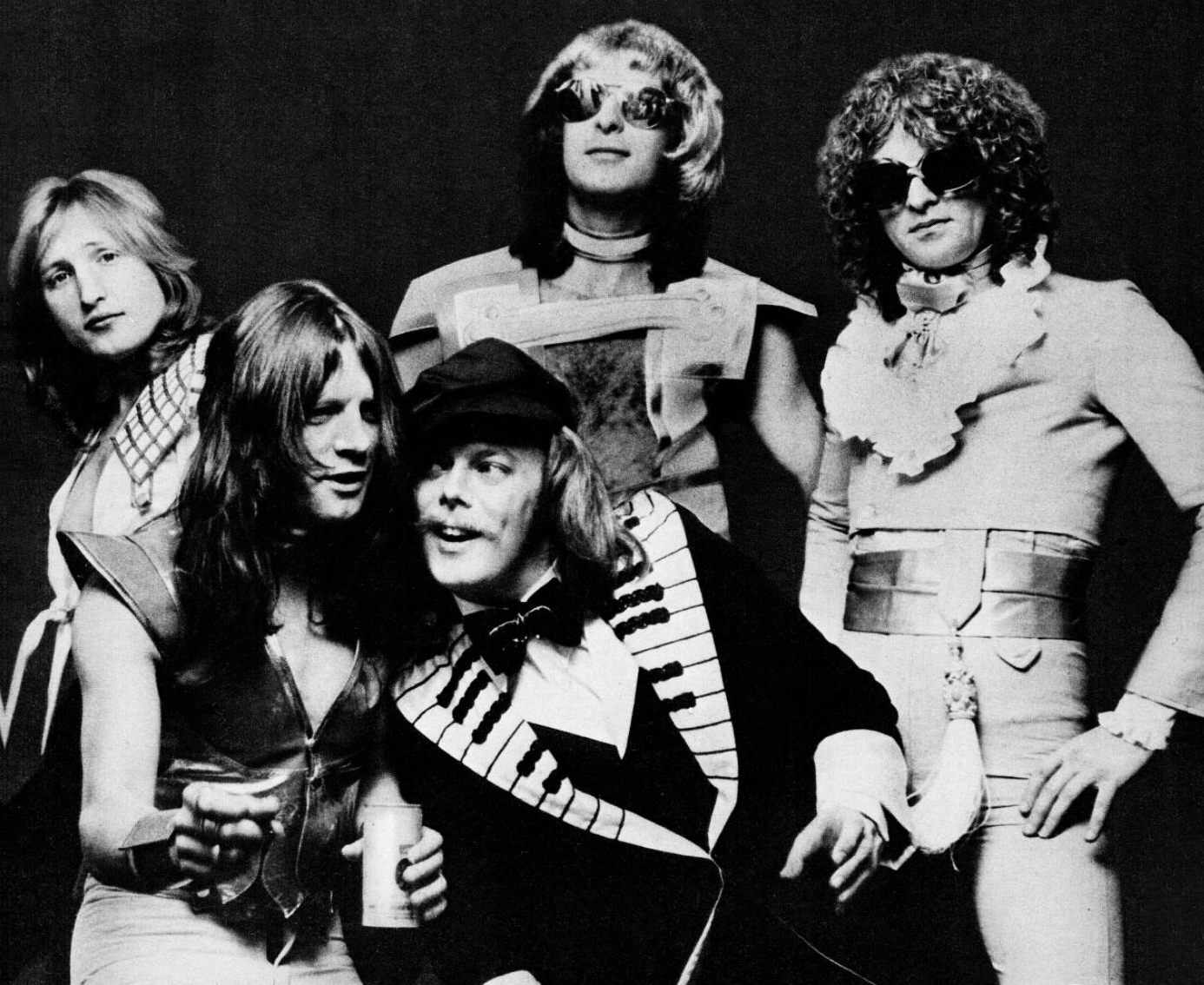
Mott the Hoople, 1974

Более тяжелый вариант глэм-рока, подчеркивающий гитарный рифф в главных песнях и живое исполнение с участием аудитории применяли такие группы, как Slade и Mott the Hoople, с более поздними последователями, такими как Def Leppard, Cheap Trick, Poison, Kiss, Bon Jovi и Quiet Riot, некоторые из которых либо повторяли композиции Slade, либо сочиняли новые песни на основе композиций Slade. Несмотря на высокий успех в сингл-чартах Великобритании, очень немногие из глэм-рок музыкантов смогли оказать серьёзное влияние в США; Дэвид Боуи был исключением, став международной суперзвездой и вызвав принятие гламурного стиля среди таких исполнителей, как Лу Рид, Игги Поп, New York Dolls и Jobriath, часто известных как «глиттер-рок» и с более темным лирическим содержанием, чем их британские коллеги.

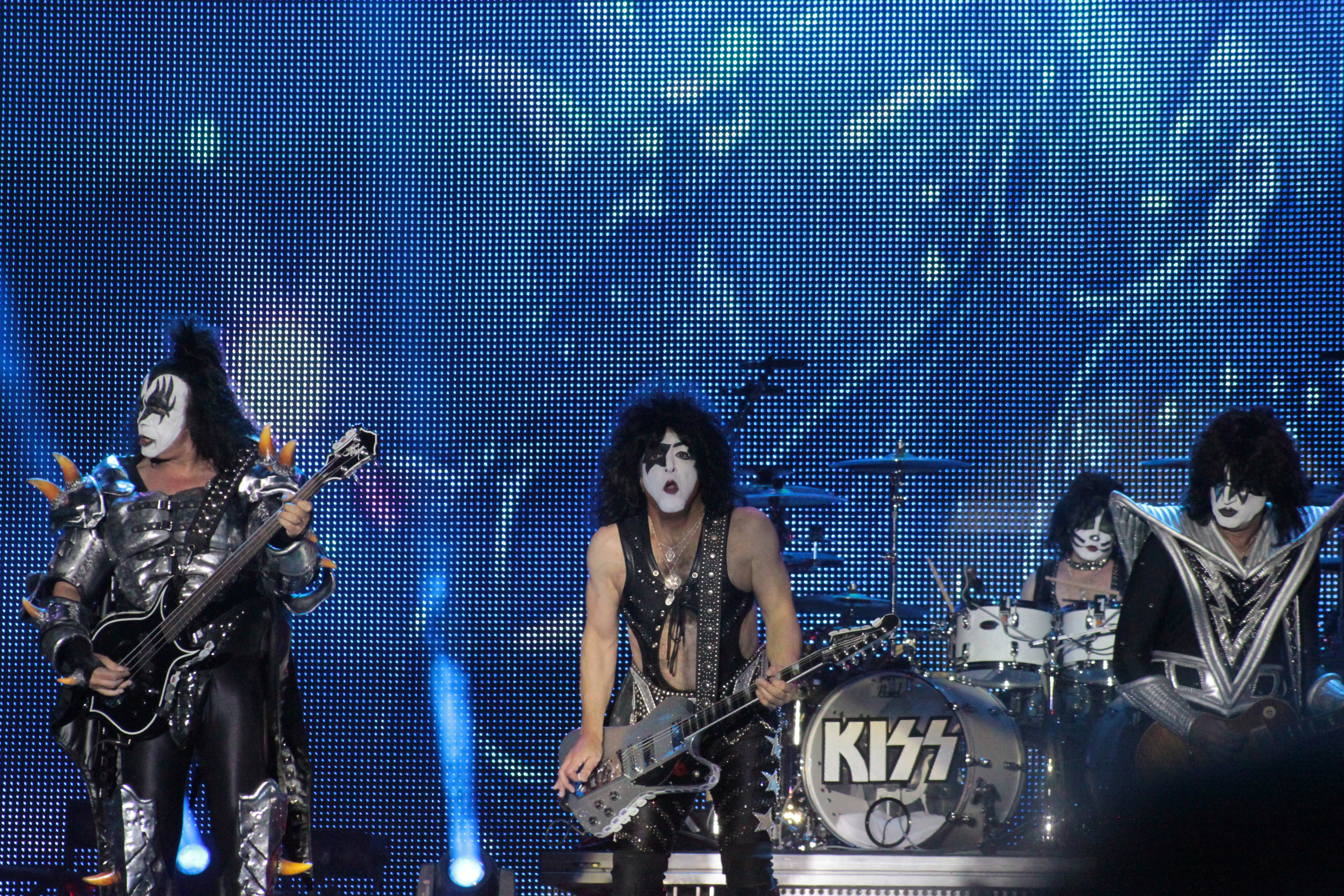
Kiss на сцене, 2013

В Великобритании термин глиттер-рок чаще всего использовался для обозначения экстремальной версии глэма, которую создавал Гари Глиттер и группа, с которой он часто выступал, известная как The Glitter Band. Гари Глиттер и The Glitter Band издали вместе восемнадцать синглов в Великобритании между 1972 и 1975 годами, каждый из которых попадал в топ-10 в Англии. Представители второй волны глэм-рока, включая Сьюзи Кватро, Wizzard и Sparks, выпускали песни, становившиеся хитами в британских сингл-чартах в 1973 и 1974 годах. Альбом Сьюзи Кватро «Quatro» непосредственно вдохновил лос-анджелесскую группу The Runaways. Также музыку в стиле глэм-рок создавали такие музыканты, как Род Стюарт, Элтон Джон, Queen и некоторое время The Rolling Stones.

### Угасание жанра и современность
Панк-рок, часто рассматриваемый как ответ на искусственность глэм-рока, при использовании некоторых элементов глэма, таких как грим и исполнение кавер-версий песен глэм-рока, начал сводить глэм-рок на нет с 1976 года. Также к концу 70-х годов глэм-рок начал постепенно сменяться глэм-металлом и другими новыми направлениями рок-музыки. В начале 90-х с развитием гранжа, глэм почти исчезает, но периодически становится популярным в определённых странах. Большинство глэм-исполнителей оставило этот музыкальный стиль и развивалось дальше. Те же, кто остался верными глэму, стали неактуальными, так как общественность была уже пресыщена яркими выступлениями.
Некоторые считают, что глэм-рок умер вместе с гибелью Марка Болана в 1977 году. В настоящее время трудно удивить зрителей яркими костюмами и эпатажными представлениями, однако, с начала 2000-х годов появилось очень много кавер-групп, которые перепевают глэмовых исполнителей, либо делают стилизацию по данному направлению.

## Кино
Наиболее известные фильмы, иллюстрирующие эпоху и философию глэм-рока:
- Заводной апельсин (1971) — фильм, оказавший влияние на эстетику глэм-рока
- Дэвид Боуи «Ziggy Stardust and the Spiders from Mars» (1973)
- Robert Fuest «Final Programme» (1973)
- Брайан Де Пальма «Призрак рая» (1974)
- T. Rex документальный фильм «Born To Boogie»
- Элис Купер «Good To See You Again, Alice Cooper», «Alice Cooper: Ночной кошмар» и «Welcome to My Nightmare»
- Гари Глиттер «Remember Me This Way» (1974)
- Шоу ужасов Рокки Хоррора (1975)
- Slade «Пламя» (1975)
- «Черная Луна» (1975)
- «Side By Side» (1975)
- «Never too Young to Rock» (1975)
- «Oz» (1976)
- «Kiss Meets the Phantom of the Park» (1978);
- «Детройт — город рока» (1999)
- Тодд Хейнс «Бархатная золотая жила» (1998)
- Джон Кэмерон Митчелл кино версия «Хедвиг и злосчастный дюйм» (2001)
- Нил Джордан «Завтрак на Плутоне» (2005)
- Джоан Джетт «The Runaways» (2010)